# Kawan
Kawan is een bestuurslaag in het regentschap Bangli van de provincie Bali, Indonesië. Kawan telt 8386 inwoners (volkstelling 2010).